# Monika Pietrasińska (fotomodelka)
Monika Pietrasińska (ur. 2 grudnia 1987 w Lublinie) – polska fotomodelka.

## Życiorys
Urodziła się i wychowała w Lublinie. W 2004 roku została wicemiss Polski Nastolatek, a w 2006 roku Miss Lublina. W wieku 17 lat rozpoczęła karierę modelki. Reklamowała bieliznę i kostiumy kąpielowe takich firm jak: Vova, SLC, Ava, Hamana i Angels Never Sin.
Wielokrotnie występowała w rozbieranych sesjach zdjęciowych w magazynach dla mężczyzn: trzykrotnie pozowała dla miesięcznika „CKM” (2008, 2013, 2014), a na okładce pojawiła się w 2013. W polskiej edycji „Playboya” pojawiła się trzykrotnie: w 2010 została „Playmate października” i „Playmate roku 2010”, w 2011 i 2015 pozowała do sesji okładkowych miesięcznika. W 2011 pojawiła się na okładce „Playboy - sexy summer girls”, wakacyjnego dodatku amerykańskiego „Playboya”. Łącznie wzięła udział w 20 rozbieranych sesjach dla różnych edycji „Playboya”.
Szerszą rozpoznawalność przyniosła jej rola Moniki w serialu Miłość na bogato emitowanym na kanale Viva Polska w latach 2013–2014. W 2014 nagrała single „Gloria” i „Run to the sun”, drugi utwór premierowo wykonała w programie Dzień dobry TVN.

## Życie prywatne
Jej pierwsze małżeństwo z bokserem Marcinem Szrederem zakończyło się rozwodem. W 2020 wyszła za Pawła Stypkę.
Jej siostra, Sylwia Pietrasińska, zmarła w 2014 roku na raka szyjki macicy.